# NGC 1611
NGC 1611 is een spiraalvormig sterrenstelsel in het sterrenbeeld Eridanus. Het hemelobject werd op 26 november 1786 ontdekt door de Duits-Britse astronoom William Herschel.

## Synoniemen
- PGC 15501
- MCG -1-12-29
- IRAS 04306-0424